# بهشت پیدا شد (فیلم)
بهشت پیدا شد (به انگلیسی: Paradise Found) فیلمی محصول سال ۲۰۰۳ و به کارگردانی ماریو آندراکیو است. در این فیلم بازیگرانی همچون کیفر ساترلند، ناستاسیا کینسکی، الون آرمسترانگ و کریس هیوود ایفای نقش کرده‌اند.